# Gabriela Hegedüs

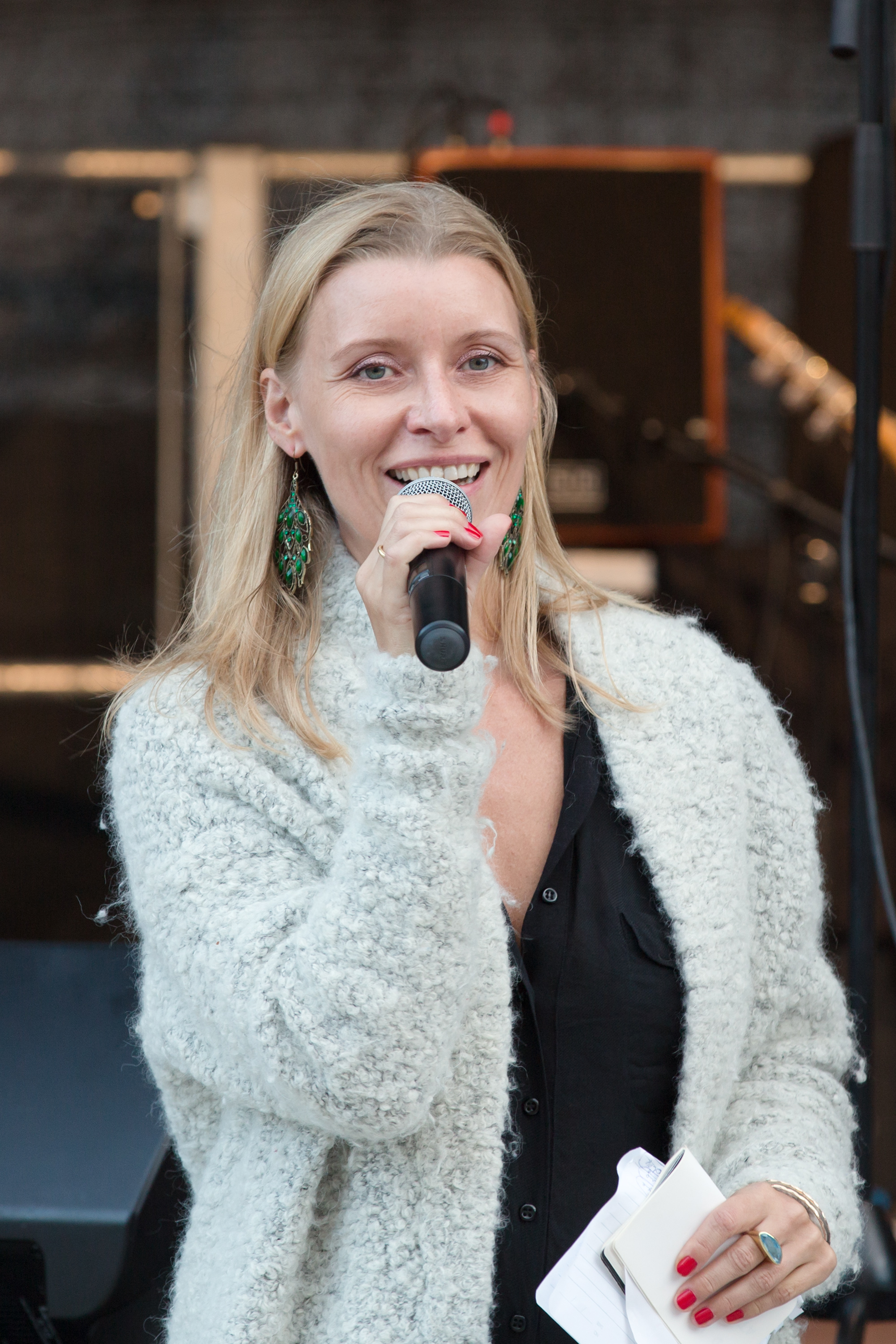
Gabriele Hegedüs bei der Eröffnung der O-Töne 2015

Gabriela Hegedüs (* 20. Juni 1975 in Wien) ist eine österreichische Schauspielerin und Kulturproduzentin.

## Schauspiel
Gabriela Hegedüs wuchs im niederösterreichischen Deutsch Wagram auf. 1997 ging sie nach Wien, um Theaterwissenschaft zu studieren. Das Studium beendete sie zu Gunsten einer Schauspielausbildung am Franz Schubert Konservatorium für Darstellende Kunst, welche sie 2002 abschloss. Neben speziellen Film-Lectures absolvierte sie 2006 das SprecherInnen-Diplom der Schule des Sprechens in Wien. Während und nach ihrer Ausbildung spielte Gabriela Hegedüs größere Rollen in etlichen Bühnenproduktionen, unter anderem für das Volkstheater Wien (Vogelführerin in Georg Staudachers Inszenierung von Gert Jonkes Die Vögel), Sommerspiele Melk (Kondwiramur in Parzifal), Scene München (Molly in Jakes Frauen) und die Gelsomina in Karl Ferdinand Kratzls Bühnenbearbeitung von Fellinis La Strada.
2004 lernte sie während ihrer Tätigkeit als Schauspiel-Coach in einem Wiener Frauen-Gefängnis die Filmemacherin Barbara Albert kennen. Diese engagierte sie für die Rolle der Nicole in ihrem Spielfilm Fallen (2006), der bei den 63. internationalen Filmfestspielen von Venedig zur Aufführung kam. Für diese Arbeit wurde sie 2007 in Saarbrücken mit dem Max Ophüls Preis für die beste deutschsprachige Nachwuchs-Schauspielerin ausgezeichnet.
Seit 2010 stand sie unter anderem an der Seite von Jürgen Tarrach und Erwin Steinhauer für den TV-Film Der Täter (Regie: Michael Kreihsl, Dor-Film/ORF) und für die Filmdokumentation Zero Killed (Regie: Michal Kosakowski) vor der Kamera. Aktuell war sie in den TV-Erfolgsserien Schnell ermittelt als Gegenspielerin von Kommissarin Ursula Strauss an der Seite von Uwe Bohm (Regie: Michael Riebl, MR Film/ORF, 2012) sowie SOKO Donau gemeinsam mit Gregor Seberg und Lilian Klebow zu sehen (Regie: Manuel Flurin Hendry, Satel/ORF/ZDF, 2013). 2016 wirkte sie in den Filmen Was hat uns bloß so ruiniert und Kater mit, 2018 in Cops und 2019 in der Miniserie M – Eine Stadt sucht einen Mörder.

## Kulturproduktion

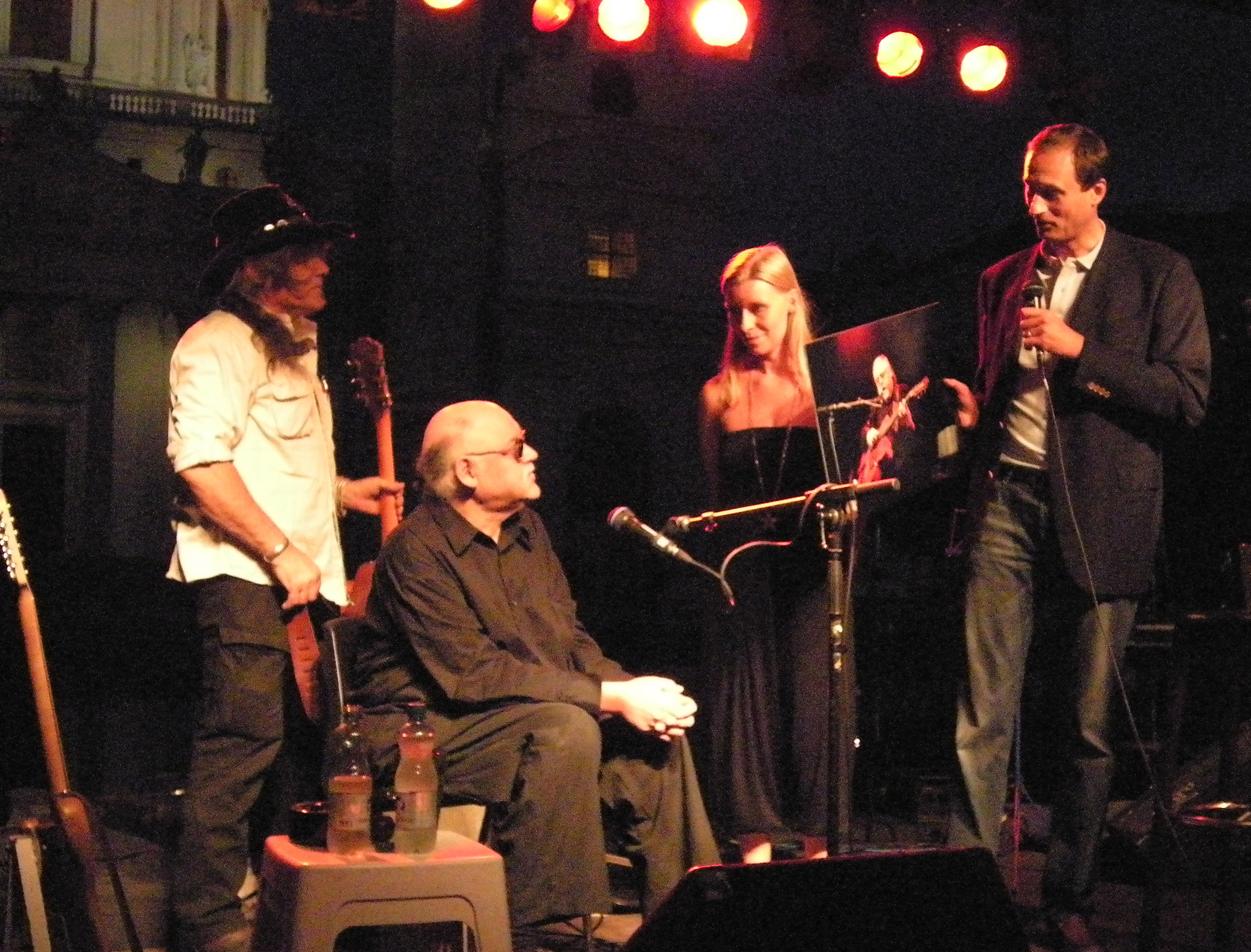
Hegedüs mit Karl Ratzer und Andreas Mailath-Pokorny (Karlstag 2010)

Gabriela Hegedüs lebt und arbeitet in Wien. Neben ihrer Schauspiel-Tätigkeit leitet sie seit 2004 gemeinsam mit ihrem Ehemann, dem Kulturmanager Christoph Möderndorfer, das österreichische Literaturfestival „O-Töne“ im Museumsquartier Wien. Schon 2003 riefen die beiden das künstlerische Netzwerk- und Charityprojekt „Wärmespender“ ins Leben, welches von österreichischen Künstlern wie Gustav, Ernst Molden, Karl Ratzer, Clara Luzia, maschek., Dirk Stermann und verschiedenen DJs unterstützt wird. Seit 2006 ist Gabriela Hegedüs zudem Koordinatorin des „Kunstplatzes Karlsplatz“ für die Stadt Wien. In dieser Funktion war sie für das offizielle Wiener Kulturprogramm zur Fußball-Europameisterschaft 2008,  die „Kunstzone Karlsplatz“, sowie für die Gründung des erstmals 2010 veranstalteten Popfest Wien auf dem Karlsplatz mitverantwortlich.